# Geranium libanoticum
Geranium libanoticum là một loài thực vật có hoa trong họ Mỏ hạc. Loài này được Schenk mô tả khoa học đầu tiên năm 1840.